# Jóbarát-zsomboly
A Jóbarát-zsomboly az Aggteleki Nemzeti Park területén található egyik barlang. A zsomboly az Aggteleki-karszt és a Szlovák-karszt többi barlangjával együtt 1995 óta a világörökség része.

## Leírás
Bódvaszilas központjától északra, az Alsó-hegy fennsíkján, a Vecsem-bükk csúcstól délnyugatra, 400 méterre, egy fokozottan védett területen, a piros T jelzésű turistaösvénytől, zsombolyos tanösvénytől, a Tektonik-zsomboly felől megközelítve, jobbra, közvetlenül a turistaút mellett, egy töbör peremén nyílik. Tornanádaskáról a sárga sáv jelzésű turistaúton is elérhető. A turistaösvénytől, Tornanádaska felől megközelítve, jobbra van a bejárata. A barlang helyét néhány turistatérkép a barlang nevének feltüntetésével jelöli.
A zsomboly keskeny bejáratának függőleges tengelyiránya van. A barlang középső triász wettersteini mészkőben jött létre. A bejárati része szűk, az alsó része egy több mint 5 méter hosszú terem. A teremben cseppkőlefolyások figyelhetők meg. A mélypontján majdnem mindenhol nagy mennyiségű agyag zárja el a barlang folytatását. A 12 méter vízszintes kiterjedésű, függőleges jellegű és lezáratlan zsomboly csak engedéllyel és kötéltechnikai eszközök alkalmazásával látogatható. A bejárásához 40 méter kötél, egy nitt, egy kötélgyűrű és két karabiner szükséges.
1976-ban volt először Jóbarát-zsombolynak nevezve a barlang az irodalmában. Előfordul a barlang az irodalmában 57 (Kósa 1992) és V-33 (Kósa 1992) jelzésekkel is.

## Kutatástörténet
1973. március 17-én Csernavölgyi László és Pelikán István fedezték fel a barlangot. 1975-ben a VMTE Tektonik Barlangkutató Csoport tagjai (Molnár András és Törő I.) felmérték a zsombolyt, majd Molnár András a felmérés alapján megrajzolta a barlang 2 hosszmetszet térképét és alaprajz térképét. 1976-ban a csoport elkészítette a barlang 2 hosszmetszet térképét és alaprajz térképét. Ez utóbbi térképek az 1976. évi MKBT Beszámolóban megjelentek.
Bertalan Károly 1976-ban befejezett kéziratában nincs említve a barlang. Az 1977. január 30-án készült és a barlang 1975. évi bejárásán alapuló szpeleográfiai terepjelentés szerint a barlang bejárata 519 m tengerszint feletti magasságban fekszik. A barlang bejárata egy szűk hasadék, a barlang bejárásához pedig 30 m kötél kell. A barlang alaprajzi hossza 9 m, hossza a valóságban 46 m, vízszintes kiterjedése 10 m és függőleges kiterjedése 29 m. 1983. április 7-én Kraus Sándor egy másolatot készített a barlang 1976-ban megjelent térképeiről. Az 1984-ben kiadott, Magyarország barlangjai című könyv országos barlanglistájában szerepel az Aggteleki-karszton lévő barlang Jóbarát-zsomboly néven. A listához kapcsolódóan látható az Aggteleki-karszt és a Bükk hegység barlangjainak földrajzi elhelyezkedését bemutató 1:500 000-es méretarányú térképen a barlang földrajzi elhelyezkedése.
Az 1992. évi Karszt és Barlangban publikált és az Alsó-hegy magyarországi részének töbreit, zsombolyait és beszakadásait bemutató ábrán látható a barlang földrajzi elhelyezkedése. Az 1992-ben megjelent, Alsó-hegyi zsombolyatlasz című könyvben megjelentek a Tektonik Barlangkutató Csoport által szerkesztett térképek. Az Alsó-hegy fennsíkjának magyarországi oldalát bemutató egyik térképen meg van jelölve helye. Több adattal együtt fel van tüntetve négy irodalmi hivatkozás, amelyekben említve van a barlang.
1994-ben a MAFC Barlangkutató Csoport mérte fel a barlangot és készítette el a barlang hosszmetszet térképét és alaprajz térképét. Az 1994-ben rajzolt térképek alapján később elkészült a barlang beszerelési vázlata. A barlang 1995 óta az Aggteleki-karszt és a Szlovák-karszt többi barlangjával együtt a világörökség része. A Nyerges Attila által 1997-ben készített szakdolgozat szerint a 29 m mély Jóbarát-zsomboly az Alsó-hegy magyarországi részének 20. legmélyebb barlangja. Az 1999. évi Lakatos Kupa egyik helyszíne volt a Jóbarát-zsomboly. A 2008. szeptember 27-én megrendezett XV. Lakatos Kupa kiadványában 29 m mély barlangként szerepel. A verseny egyik lehetséges érintőpontja volt.
Az Alsó-hegy karsztjelenségeiről szóló, 2019-ben kiadott könyvben az olvasható, hogy a Jóbarát-zsomboly 35 m hosszú és 29,5 m mély. A barlang azonosító számai: Szlovákiában 57, Magyarországon 5452/42, egyéb V-33. A könyvben publikálva lett a barlang 1975-ben készült 2 hosszmetszet térképe és 1975-ben készült 5 keresztmetszet térképe. Az egyik hosszmetszet térképen látható az 5 keresztmetszet elhelyezkedése a barlangban. A barlangot 1975-ben Molnár András és Törő L. mérték fel, majd 1975-ben Molnár András a felmérés alapján megrajzolta a barlang térképeit. A térképeket 2016-ban Luděk Vlk digitalizálta. A kiadványhoz mellékelve lett az Alsó-hegy részletes térképe. A térképet Luděk Vlk, Mojmír Záviška, Ctirad Piskač, Jiřina Novotná, Miloš Novotný és Martin Mandel készítették. A térképen, amelyen fekete ponttal vannak jelölve a barlangok és a zsombolyok, látható a Jóbarát-zsomboly (5452/42, 57) földrajzi elhelyezkedése.